# Anthony Dupray
Anthony Dupray (ur. 22 września 1974 roku w Hawr) – francuski piosenkarz i aktor.
Przyjechał w 1992 roku do Paryża, gdzie występował w pubach i debiutował w reklamie w reżyserii Étienne Chatillieza, emitowanej we Francji i za granicą. Nagrał dwa albumy Rêves... (1994) i Coupable (1996). Występował w Le Zénith, Bercy i całej Francji. Rok później pojawił się w serialu Pierwsze pocałunki (Premiers Baisers), a potem w serialach: Niebieskie migdały (Les Années bleues, 1998) i Saint-Tropez (Sous le soleil, 2001–2002) z udziałem Frédérica Debana. W serialu Niebieski ocean (Le Bleu de l'océan, 2003) wystąpił obok Mireille Darc i Philippe Caroita.

## Dyskografia

### Albumy
- 1994: Rêves...
- 1996: Coupable

### Składanki
- Stars TV, album na żywo Stars TV à Bercy i Le Noël des Étoiles.

### Single
- 1993:
  - Autour de toi Hélène
- 1994: 
  - Prendre la route avec toi
  - Palavas-les-Flots
  - Comme dans un rêve
  - Est-ce que toi aussi?
- 1996: 
  - Champion (z Jerome Lebannerem)
  - Toute la nuit à te regarder
- 1997:
  - Encore un peu de toi

## Filmografia

### Seriale TV
- 1994–95: Pierwsze pocałunki (Premiers baisers) jako Anthony
- 1995–96: Lata czynników (Les Années fac) jako Anthony
- 1998: Niebieskie migdały (Les Années bleues) jako Anthony
- 1998: Moja ulubiona psychika (Ma voyante préférée) jako Gonzaga
- 2001–2002: Saint-Tropez (Sous le soleil) jako Victor
- 2003: Niebieski ocean (Le Bleu de l'océan) jako Olivier Delcourt-Malet
- 2003: L'Instit jako Bob
- 2004–2006: Navarro jako Paoli
- 2006: SoeurThérèse.com jako Hugo Maubert
- 2007: Brygada Navarro (Brigade Navarro) jako Paoli

### Filmy kinowe
- 2007: Babilon (Babilon)
- 2007: Dog Fight jako Elliot Lafister

### Filmy TV
- 2001: Widziane z drugiej strony (Le Regard de l'autre)